# Foulques de Neuilly
Pour les articles homonymes, voir Foulques.
Foulques de Neuilly est un prédicateur français du XIIe siècle, curé de Neuilly-sur-Marne, vénéré comme bienheureux par l'Église catholique.

## Biographie
Nommé curé de Neuilly en 1191, il est décrit vivant comme un laïc dans l'ignorance. Il se transforme soudainement et suit les cours de Pierre le Chantre à Paris. Il se met à prêcher et devient célèbre par sa piété et son éloquence. En 1198, il établit l'église Saint-Baudile. L'année suivante, le pape Innocent III l'invite à prêcher la quatrième croisade. Il s'acquitte de cette mission avec zèle et tant de succès, notamment au tournoi d'Écry, que des murmures grandissent concernant l'usage qu'il fait des sommes d'argent importantes que drainent son activité. Il fonde à la fin du XIIe siècle l'abbaye Saint-Antoine-des-Champs au faubourg Saint-Antoine à Paris, chargée de recueillir les femmes de mauvaise vie. Il meurt bientôt de ses fatigues en 1201.